# Lubomír Metnar
Lubomír Metnar (* 6. října 1967 Olomouc) je český politik a bývalý policista, od června 2018 do prosince 2021 ministr obrany ČR ve druhé vládě Andreje Babiše, předtím od prosince 2017 do června 2018 ministr vnitra ČR v první vládě Andreje Babiše, v letech 2013 až 2014 náměstek ministra vnitra ČR. V říjnu 2021 se stal poslancem Poslanecké sněmovny PČR, působí jako nestraník za hnutí ANO 2011.

## Život
Po maturitě se jako předem vybraný branec před výkonem náhradní pětiměsíční vojenské služby (pro uchazeče z ČSR ve Frýdku-Místku) v organizovaném termínu 1. října 1987 písemně zavázal vstoupit do služebního poměru příslušníka Veřejné bezpečnosti a vykonávat po dobu 19 měsíců službu u Pohotovostního útvaru VB (s ukončeným středním vzděláním v hodnosti strážmistra) a potom ještě další tři roky u výkonných součásti Veřejné bezpečnosti. U Pohotovostního pluku Veřejné bezpečnosti působil od 1. března 1988 (přijat kádrovým rozkazem velitele pluku Břetislava Zdráhaly) do 23. února 1989.
Z historických pramenů vyplývá, že do pohotovostního pluku nastoupil 1. března 1988 a působil v něm do 23. února 1989. Všichni frekventanti byli přijati na základě vlastní žádosti. Až poté Metnar přešel na půlroční praxi do Ostravy. V období, kdy budoucí ministr vnitra u pluku sloužil, proběhlo několik „protistátních akcí“. A útvar byl nejen v pohotovosti, ale i zasahoval.
www.tyden.cz, 13.12.2017

Po odsloužení půlroční praxe v Ostravě a splnění služby tří závazných let u VB studoval v letech 1992 až 1993 Střední policejní školu Ministerstva vnitra v Holešově (do r. 1992 Důstojnická a praporčická škola SNB, PS a VMV, od r. 1992 do r. 2008 Střední policejní škola Ministerstva vnitra, od r. 2008 Vyšší policejní škola a Střední policejní škola MV v Holešově), kde si byl povinen doplnit vzdělání získané na civilní škole odborným bezpečnostním vzděláním na resortní škole ministerstva vnitra.
V letech 1994 až 1998 studoval na Ostravské univerzitě v Ostravě se specializací na ekonomiku, obchod a služby (získal titul Mgr.). Následně vykonával službu policejního vyšetřovatele v Moravskoslezském kraji. Od ministra vnitra ČR Martina Peciny obdržel medaili za to, že s týmem vyšetřovatelů dostal před soud pachatele žhářského útoku ve Vítkově, při němž byla těžce popálená malá Natálka.
V roce 2011 se stal šéfem bezpečnosti strojírenského podniku ve Vítkovicích, jehož vlastníkem je Jan Světlík. V červenci 2013 se stal prvním náměstkem ministra vnitra ČR Martina Peciny. Po nástupu ministra Milana Chovance byl přesunut na post řadového náměstka. Ministerstvo vnitra ČR opustil v červenci 2014.
Následně se vrátil do zaměstnání v soukromém podnikatelském sektoru. Od roku 2015 až do svého návratu do politiky byl místopředsedou představenstva firmy VTK Special a.s. a od roku 2016 také členem dozorčí rady akciové společnosti Vítkovice Heavy Machinery.
Metnar žije ve městě Frýdlant nad Ostravicí na Frýdecko-Místecku.

## Politické působení
V roce 2017 byl Metnar několik měsíců členem hnutí Bezpečnost, odpovědnost, solidarita (BOS), jehož někteří členové chtěli, aby Česká republika vystoupila z NATO a Evropské unie. Pak z tohoto hnutí vystoupil a prohlásil: „Je nutné v nich zůstat, jsem jejich zastáncem. Není pravda, že bych kdy zastával názor o vystoupení z těchto struktur.“
Na konci listopadu 2017 se stal kandidátem na post ministra vnitra ČR ve vznikající první vládě Andreje Babiše. Dne 13. prosince 2017 jej prezident Miloš Zeman do této funkce jmenoval.
Před prezidentskou volbou v lednu 2018 Metnar na oficiálním webu Ministerstva vnitra ČR dementoval informaci, že Miloš Zeman postupuje jakožto stávající prezident automaticky do druhého kola. Ta byla pronesena ironickým tónem Jindřichem Šídlem v jeho satirickém pořadu Šťastné pondělí a poté byla v tištěné podobě v jiném znění neznámo kým rozšířena do schránek jedné ulice v Ostravě-Zábřehu. Lživé informace o protikandidátovi ve druhém kole Jiřím Drahošovi včetně nepravdivého nařčení z jeho členství v StB však veřejně nevyvracel, protože měly podle Metnara jiný charakter závažnosti.
Na konci června 2018 jej Andrej Babiš opět navrhl do své druhé vlády, tentokrát však na post ministra obrany ČR a dne 27. června 2018 jej prezident Miloš Zeman do této vlády jmenoval. K tomuto dni tak zároveň opustil funkci ministra vnitra ČR. Dne 29. září 2020 společně s dalšími ústavními činiteli vyzval Arménii a Ázerbájdžán k zastavení konfliktu v Náhorním Karabachu.
Ve volbách do Poslanecké sněmovny PČR v roce 2021 kandidoval jako nestraník na 2. místě kandidátky hnutí ANO 2011 v Moravskoslezském kraji. Získal 6 481 preferenčních hlasů, a stal se tak poslancem.
Ve sněmovních volbách v roce 2025 je lídrem hnutí ANO v Olomouckém kraji.

## Kontroverze

### Podezření z plagiátorství (Mgr.)
V červenci 2018, v návaznosti na zjištění plagiátorství v kvalifikačních pracích členů vlády Andreje Babiše (Taťány Malé a Petra Krčála), upozornila Česká televize na nesrovnalosti v diplomové práci Lubomíra Metnara, na téma "Kolektivní investování", kterou v roce 2004 obhájil na Ostravské univerzitě (program na odhalování plagiátů univerzita používá od roku 2008).
Lubomír Metnar, v době zjištění České televize úřadující ministr obrany, do práce přejal celé části textu bez uvedení zdrojů a rovněž bez jakéhokoli označení, že by mělo jít o citace; tyto části textu tak vydává za své původní myšlenky. Jedním z neuvedených zdrojů předmětných pasáží je kniha profesora Petra Musílka z roku 2002 s názvem "Trhy cenných papírů". Metnar tuto publikaci v části diplomové práce používá jako řádně citovaný zdroj, v dotčených pasážích však přejímá celé odstavce pouze se změnou pořadí či přeskupením slov a to již bez uvedení zdroje. Zcela nepůvodní je v práci také kapitola "Desatero investora", která byla přejata z doporučení někdejší Komise pro cenné papíry a to opět bez uvedení zdroje.
Další pochybnosti vyvolávají i některé zbylé části Metnarovy práce, které jsou zcela bez zdrojů. Metnar například píše o domněnkách MUDr. Vokrouhleckého, aniž by uvedl, odkud tyto domněnky čerpal.
Metnar v následném rozhovoru s Českou televizí uvedl, že prezentovaná zjištění jsou pro něj překvapením. Nevyloučil možnost rezignace na ministerský post.
Ostravská univerzita si následně nechala vypracovat analýzy, které měly posoudit, zda lze práci považovat za případ plagiátorství. Univerzita uvedla, že práce sice mohla být kvalitativně na vyšší úrovni a že vykazuje nedostatečnou práci se zdroji, ale také že Metnarův postup za plagiátorství nepovažuje. Přestože Metnar přejímá odstavce textu, je dle univerzity dostačující, že jsou zdroje uvedeny v seznamu literatury na konci práce. Univerzita rovněž převedla Metnarovu práci do elektronické podoby a nechala ji projít kontrolou v systému Theses.cz, která odhalila shodu s, opět řádně neozdrojovanými, zákony a podzákonnými normami ve výši 11, 11, 8 a 6 procent. Mluvčí univerzity pak konstatoval, že odpovědnost za chyby v práci nese student, ale také vedoucí diplomové práce, který by měl na postup studenta dohlížet, připustil také, že by práce dnes (červenec 2018) nebyla připuštěna k obhajobě.
Věc komentoval také rektor Ostravské univerzity: „Neříkám, že to nebyl plagiát. Říkám, že podle našeho soudu nešlo o vědomé plagiátorství. My si myslíme, že chyby nebyly úmyslné.“
Metnar v návaznosti na provedené analýzy vystoupil na tiskové konferenci, kde se za své pochybení omluvil a uvedl, že nechtěl podvádět. Svou rezignaci na post ministra obrany odmítl slovy: „Pevně věřím, že pro spoluobčany má velkou váhu má dlouholetá praxe v oblasti bezpečnosti i fakt, že jsem ke psaní diplomové práce přistupoval poctivě a svědomitě.“
K vyjádření Ostravské univerzity se však ozvaly také nesouhlasné reakce. Mikuláš Bek, rektor Masarykovy univerzity, označil smířlivé vyjádření k Metnarově práci za "pokus o redefinici plagiátorství". Upozornil, že za plagiátorství je považováno i neúmyslné opomenutí citace či zdroje.